# Gabiniani
Les gabiniani sont des soldats romains — 2 000 légionnaires et 500 soldats auxiliaires de cavalerie — laissés en Égypte par le général Aulus Gabinius, proconsul de Syrie, après la restauration militaire de Ptolémée XII sur le trône égyptien en 55 avant notre ère.
Les soldats sont laissés en garnison pour protéger le roi, mais adoptent rapidement les manières de leur nouveau pays et s'aliènent de la République romaine.
Après la mort de Ptolémée XII en -51, ils aident son fils Ptolémée XIII dans la lutte pour le pouvoir contre sa sœur Cléopâtre VII et impliquent même Jules César, le puissant défenseur de Cléopâtre, dans le siège d'Alexandrie entre -48 et -47.
Deux membres importants des gabiniani, Lucius Septimius et le centurion Salvius, participent à l'assassinat de Pompée en -48.